# Maximilian von Prittwitz
Ne doit pas être confondu avec Max von Prittwitz und Gaffron.

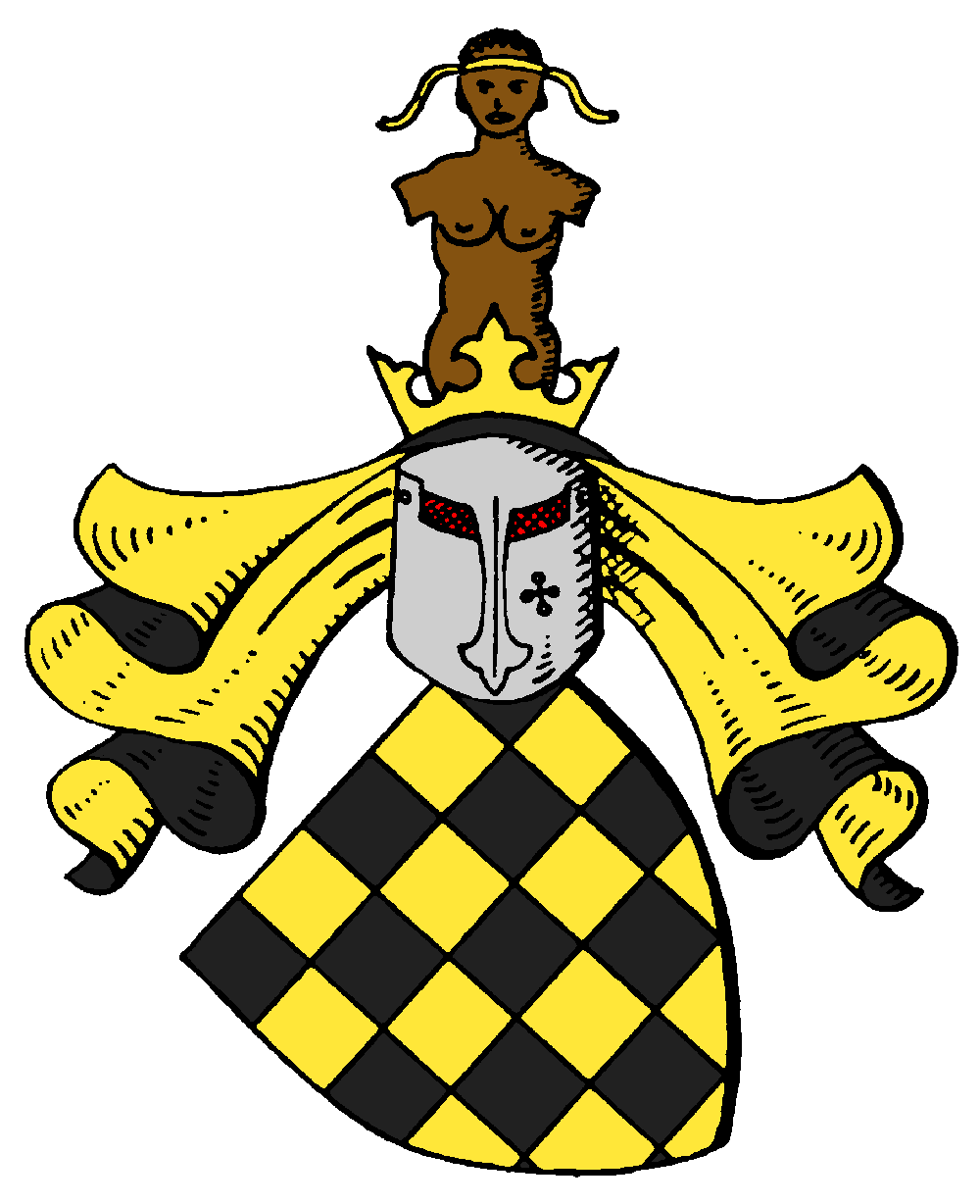
Les armoiries de la famille von Prittwitz et Gaffron

Max(imilian) Wilhelm Gustav Moritz von Prittwitz und Gaffron (né le 27 novembre 1848 à Bernstadt, arrondissement d'Œls, dans la province de Silésie et mort le 29 mars 1917 à Berlin) était général à la suite, membre du Conseil supérieur de la guerre du royaume de Prusse et finalement commandant en chef de la 8e armée. Il était, depuis 1910, membre de la Chambre des seigneurs de Prusse et chevalier de justice de l'ordre protestant de Saint-Jean.

## Biographie

### Famille
Prittwitz est issu d'une très vieille famille aristocratique de Silésie de Bernstadt. Son père, Gustav von Prittwitz, est un conseiller général judiciaire (de) prussien, et sa mère Elizabeth von Klass.
Il se marie le 19 mai 1874 au manoir de Maldewin, dans l'arrondissement de Regenwalde (de), avec Olga von Dewitz (née le 30 août 1848 au manoir de Maldewin et morte le 9 janvier 1938 à Berlin). Elle était la fille du propriétaire du manoir (de) de Maldewin, Kurt von Dewitz et de son épouse Euphemia, née von der Groeben. Son fils unique Erdmann von Prittwitz et Gaffron décède le 23 mai 1918 pendant la Première Guerre mondiale.

### Carrière militaire
Après le lycée ducal d'Œls (de), il rejoint le 3e régiment de grenadiers de la Garde à Breslau  le 27 avril 1866 comme Fahnenjunker. Dans la guerre austro-prussienne de 1866, il participe à la destruction de Josefstadt (de), à la bataille de Sadowa et à la bataille de Trautenau. Après avoir été promu Fähnrich Porte-épée le 31 juillet, il est transféré au 38e régiment de fusiliers, également stationné à Breslau, le 3 novembre 1866. De décembre à août 1867, il est affecté à l'école de guerre de Potsdam (de). Le 14 novembre 1867, il est promu sous-lieutenant. Il fait partie du commandement d'occupation de la forteresse de Königstein à partir du 1er juillet 1870. Depuis le 5 août 1870, il est officier enquêteur du 1er bataillon à Breslau, à partir de 1867 à Görlitz et de 1871 à Schweidnitz. En outre, il est adjudant du bataillon à partir du 13 avril 1871. Pendant la guerre franco-prussienne, il participe au siège de Phalsbourg, de Toul et de Paris. Pour ses exploits, il reçoit la croix de fer de deuxième classe.
Prittwitz est détaché à l'Académie de guerre du 1er octobre 1873 au 23 juillet 1876. Pendant cette période, il est en service au 8e régiment de dragons à Œls du 1er juillet au 1er octobre 1874, est transféré au 6e bataillon de chasseurs à pied (de) à Œls en tant que premier lieutenant et participe à un stage militaire de l'Académie de guerre du 1er au 23 juillet 1876. Pour le service au Grand État-Major général, Prittwitz est détaché du 1er mai 1877 au 28 avril 1879. Lorsqu'il est promu capitaine, il reçoit un poste à la suite de l'état-major général de l'armée et quitte son commandement le 29 avril 1879 dans son budget secondaire. Du 3 au 16 octobre 1879, il est détaché de Breslau pour le tour de formation de l'état-major général du 6e corps d'armée, il est transféré à leur état-major général lors du voyage du 11 octobre. Il est détaché à un autre voyage d'entraînement du Grand État-major général du 21 septembre au 11 octobre 1880. Il est transféré à l'état-major général du 6e corps d'armée le 1er mars 1881, et à celui de la 12e division d'infanterie qui lui est subordonnée à Neisse le 21 septembre 1882. Au cours de l'été 1885, il participe à un voyage de reconnaissance en Belgique.
Prittwitz est transféré au 76e régiment d'infanterie à Hambourg et est nommé commandant de la 5e compagnie. Du 21 juin au 3 juillet 1886, il est commandant de compagnie dans le bataillon d'entraînement Landwehr à Lübeck. Il est transféré à l'état-major général de la 6e division d'infanterie à Brandebourg-sur-la-Havel, le 16 octobre et y reçoit le grade de major le 13 novembre 1886. Il est transféré à l'état-major général du commandement à Königsberg le 20 novembre 1888. Il accompagne le haut quartier-maître, le lieutenant-général comte von Haeseler, du 16 au 30 juillet 1889, lors de la tournée de reconnaissance en Prusse-Orientale et Occidentale. En tant qu'officier d'état-major (de), il est chargé de l'exercice d'attaque près de Lötzen du 23 au 27 août 1890.
Le 9 décembre 1890, Prittwitz est transféré au 43e régiment d'infanterie (de) à Königsberg, nommé commandant d'un de ses bataillons, et promu lieutenant-colonel le 27 janvier 1892. Réaffecté à l'état-major général de l'armée, il est nommé chef d'état-major général du 9e corps d'armée à Altona. Il reçoit le grade de colonel le 12 septembre 1894 et suit un cours de formation à l'école de tir d'artillerie de campagne et d'artillerie à pied de Jüterbog du 28 janvier au 10 février 1895. Le 12 septembre 1895, l'empereur lui confie le poste de chef d'état-major général de l'armée du Nord.
C'est à ce titre qu'il est présent avec d'autres à Lübeck le 31 mai 1895 pour la pose de la première pierre du canal Elbe-Trave. Après les coups de marteau en argent donnés par le directeur de la construction, Adolf Wiebe, le chef d'état-major général, suivi du commandant du 76e régiment d'infanterie stationné à Hambourg et Lübeck, Friedrich de la Motte-Fouqué (de), frappent la pierre de granit.
Le 27 janvier 1896 Prittwitz est transféré à Posen au 6e régiment de grenadiers et est nommé commandant du régiment (de). À ce titre, il se voit confier le commandement d'une tournée d'entraînement tactique du 23 au 27 juillet 1896, dans le secteur de la 19e brigade d'infanterie. Il participe à un cours d'information à l'école de tir de l'infanterie à Spandau du 5 au 17 octobre 1896. En position à la suite du régiment, il est affecté au commandement de la 20e brigade d'infanterie, également stationnée à Posen, le 14 décembre 1897. Lors de sa promotion au grade de major général le 15 juin 1898, il en devient le commandant. Après que Cécil von Renthe-Fink (de) présente sa démission, Prittwitz est mis à la tête de la 8e division d'infanterie le 18 mai 1901 et, coïncidant avec la retraite de son prédécesseur, il est promu lieutenant général et nommé commandant de la division le 16 juin 1901. En tant que général de l'infanterie, il commande à partir du 24 avril 1906 le 16e corps d'armée à Metz.
Depuis 1910, il est membre de la chambre des seigneurs de Prusse. En 1913, il devient colonel général et inspecteur général de la 1re inspection de l'armée (de) à Dantzig.
Au début de la Première Guerre mondiale, Prittwitz commande la 8e armée, chargée de défendre la Prusse-Orientale d'une possible attaque russe.
Lorsque l'avance russe menace ses arrières, Prittwitz propose une retraite à l'ouest de la Vistule. Cela implique l'abandon de la Prusse-Orientale, que l'état-major allemand juge inacceptable. Prittwitz est remplacé au commandement de la Huitième Armée par Paul von Hindenburg à la fin du mois d'août 1914. Hindenburg et Erich Ludendorff mettent fin à l'attaque russe par des victoires lors de la bataille de Tannenberg et de la bataille des lacs Mazurie.
Pendant ce temps, Prittwitz est à la retraite à Berlin, où il vivra encore pendant trois ans avant de mourir d'une crise cardiaque. Il repose au cimetière militaire berlinois des Invalides (Invalidenfriedhof).

## Honneurs et distinctions
- Ordre de l'Aigle noir avec chaîne[2]
- Chevalier droit de l'Ordre de Saint-Jean
- Ordre de l'Aigle rouge 3e classe avec ruban et couronne
- Ordre de la Couronne 1re classe
- Médaille de service de longue durée prussien
- Grand-croix de l'ordre de la maison d'Albert l'ours
- Grand-croix de l'ordre de Berthold Ier
- Grand-croix de l'Ordre du Lion de Zaeringen avec feuilles de chêne
- Grand-croix de l'Ordre bavarois du mérite militaire
- Grand-croix de l'Ordre de la Couronne de Wende avec la couronne en or
- Commandeur de l'Ordre du Griffon
- Commandeur honoraire de la maison d'Oldenbourg et de l'Ordre du Mérite du duc Pierre-Frédéric-Louis
- Grand-Croix de l'Ordre d'Albert avec l'étoile d'or